# Hugo von Herman
Hugo Freiherr von Herman (* 30. Dezember 1817 in Würzburg; † 25. Juli 1890 in Ansbach) war ein königlich bayerischer Regierungsbeamter.

## Leben
Nach dem Abitur studierte er Rechtswissenschaften (1840). Er leistete den praktischen Teil seiner Ausbildung am Landgericht Nürnberg, bis er 1842 die juristische Prüfung („Staatskonkurs“) ablegte und in den bayerischen Staatsdienst eintrat. Zunächst war er als Akzessist bei der Regierung von Oberbayern (Kammer des Innern) tätig. Ab 1847 arbeitete er im Bayerischen Kultusministerium als Ministerialsekretär 1. Klasse, dann als Geheimer Sekretär (1849), Ministerialassessor (1853) und ab 1862 als Ministerialrat. Außerdem war er Ober-Kirchen- und Schulrat. 
1873 wurde Hugo von Herman zum Regierungspräsidenten von Oberfranken, 1876 zum Regierungspräsidenten von Oberbayern und 1880 zum Regierungspräsidenten von Mittelfranken berufen. 1889 trat er krankheitsbedingt zurück. Er starb 1890 in Ansbach.

## Familie
Hugo von Herman war ein Sohn des königlich bayerischen Oberstleutnants Ulysses Freiherr von Herman und dessen Frau Therese von Schwaiger. Am 6. Juni 1860 heiratete er Adelheid, geb. Freiin von Junker und Bigato (verwitwet von Wilhelm) in Hof. Aus der Ehe gingen ein Sohn und die Töchter Anna und Resi hervor.